# Trichomycterus alterus
Trichomycterus alterus és una espècie de peix de la família dels tricomictèrids i de l'ordre dels siluriformes.

## Morfologia
Els mascles poden assolir els 9,3 cm de llargària total.

## Distribució geogràfica
Es troba a l'Argentina: Jujuy i La Rioja.